# Даринка Јеврић
Даринка Јеврић (Глођане код Пећи, 21. октобар 1947 — Београд, 16. фебруар 2007) била је српски новинар и песник. Описивана је као једна од најзначајнијих српских песникиња друге половине 20. века и најзначајнија песникиња са Косова.

## Биографија
Основно и средње образовање завршила је у Пећи и студирала књижевност у Приштини. Радила је у Пећи, потом, од 1975. године, као новинар Културне рубрике „Јединства“ у Приштини до своје смрти. Прве песме објавила је у Јединству и Стремљењима ("Шеремет кула"), 1966. године. Као новинар, објавила је преко 200 разговора са уметницима, писцима, сликарима и глумцима. Писала је и позоришну критику. По доласку УМНИК-а и КФОР-а јуна 1999. године, упркос свим искушењима и недаћама, остала је да живи у Приштини. Живела је у Приштини све до 17. марта 2004. године.
Била је уредник у часопису „Стремљења“ и члан уредништва „Сцене“. Њене песме („Слободарска“, „Дечанска звона или светковина срца“ и „Ратникова љуба“) ушле су у антологију „Српске песникиње од Јефимије до данас“ Стевана Раичковића и Слободана Радаковића 1972. године. Те песме су ушле у антологију пре него што је она објавила прву самосталну збирку песама, по чему је јединствена у целокупној српској поезији. Песме су јој превођене на више страних језика. Заступљена је у антологијама савремене српске поезије у Русији, Украјини, Турској, Индији, Шведској, Чешкој, Италији, Јерменији и Енглеској.

## Награде
- Награда „Лимских Вечери Поезије”, (?).[4]
- Награда „Ратковићевих вечери поезије”, (?).[4]
- Награда жирија публике Фестивала југословенске поезије младих (специјална), за песму „Дечанска звона”, 1970.[5]‍:117
- Награда ССО Србије, за песму „Слободарска”, 1971.[5]‍:169
- Награда „Лазар Вучковић”, 1972.[5]‍:91
- Награда Друштва књижевника Косова, 1973.
- Награда листа „Младост”, за књигу песама Преварени тишином, 1974.[5]‍:145
- Награда Фестивала „Смедеревске песничке јесени”, за песму „Узалудна песма за Јерину”, 1974.
- Децембарска награда Косова, 1974, (одрекла се ње 1986)[4].
- Награда „Милица Стојадиновић Српкиња”, 1998.[5]‍:103
- Вукова награда, 1990.[5]‍:37
- Награда „Грачаничка повеља”, 1992.[5]‍:41
- Награда „Госпојинских сусрета песника”, за беседу, 2000.
- Награда „Гордана Тодоровић”, 2003.[5]‍:40
- Награда „Печат вароши сремскокарловачке”, за књигу Дечанска звона и друге песме, 2005.
- Постхумно је добила награде „Повеља Кнез Лазар” и награде Унирекса „Душан Костић”.[4]

## Дела

### Књиге песама
- Додир лета (заједно са Р. Делетићем и Б. Тодићем), „Јединство“, Приштина 1970,
- Преварени тишином, „Просвета“, Београд, 1973,
- Нестварни записи, „Јединство“, Приштина, 1976.
- Ижице, „Нолит“ – „Јединство“, Београд – Приштина, 1980,
- Хвостанска земља, „Просвета“, Београд, 1990,
- Слово љубве, „Октоих“, Подгорица, 1990,
- Јудин пољубац, Београд, 1998,
- Царина на Дрини, 1998,
- Дечанска звона и друге песме, (избор), Нови Сад, 2004,
- Псалам бездомника и друге песме, (избор), „Панорама“, Приштина - Београд, 2006.

### Преведене књиге
- Нестварни записи, (избор, на албанском), Rilindja, Приштина, 1980,

## Награда „Даринка Јеврић“
Песничку награду „Даринка Јеврић“ установило је Удружење писаца „Поета“ из Београда. Награда је први и једини пут додељена 2008. године.